# Miroslav Poljak
Miroslav Poljak (* 3. September 1944 in Zagreb; † 2. November 2015 ebenda) war ein jugoslawischer Wasserballspieler. Er gewann bei Olympischen Spielen eine Goldmedaille und bei Europameisterschaften eine Bronzemedaille.

## Karriere
Der 1,85 m große Miroslav Poljak spielte sechzehn Jahre bei Mladost Zagreb, dem jugoslawischen Meister von 1962, 1967, 1969 und 1971.
Bei der Europameisterschaft 1966 in Utrecht belegte die jugoslawische Nationalmannschaft in der Vorrunde den zweiten Platz hinter der Mannschaft aus der DDR und behielt diesen Platz in der Zwischenrunde bei. In der Finalrunde spielten die Jugoslawen Unentschieden gegen das Team der Sowjetunion und besiegten die Italiener. Die sowjetische Mannschaft gewann das Turnier vor der Mannschaft aus der DDR und den Jugoslawen. Poljak erzielte den einzigen Treffer beim 1:2 gegen die DDR.
1968 bei den Olympischen Spielen in Mexiko-Stadt belegten die Jugoslawen in ihrer Vorrundengruppe den zweiten Platz hinter den Italienern. Nach einem 8:6-Halbfinalsieg über die Ungarn siegten die Jugoslawen im Finale mit 13:11 gegen die Mannschaft aus der Sowjetunion. Poljak warf im Turnierverlauf 13 Tore, davon eins im Halbfinale gegen die Ungarn.
Bei den Mittelmeerspielen 1971 in Izmir gewann Poljak mit der jugoslawischen Mannschaft vor den Italienern und den Spaniern.
2009 wurde Miroslav Poljak mit dem Orden des kroatischen Morgensterns ausgezeichnet, im Jahr darauf erhielt er den Orden des Kroatischen Olympischen Komitees für sein Lebenswerk.